# 브라이언 영
브라이언 윌리엄 영(영어: Bryan William Young, 1986년 8월 6일~)은 캐나다 출신 대한민국의 아이스하키 선수이다. 2004년 내셔널 하키 리그(NHL) 드래프트 5라운드 146순위에 에드먼턴 오일러스에 지명되었다. 현재 아시아리그 아이스하키의 대명 킬러웨일즈에서 수비수를 맡고 있다. 2014년 1월 우수 인재 특별 귀화를 통해 한국 국적을 취득했다.